# 里德
里德 （哈薩克語）是哈薩克斯坦東哈薩克斯坦州的一座城市。2006年人口51,975人。
1786年開埠，1934年升格為鎮。1941年至2002年間改名為列寧諾戈爾斯克 （Лениногорск）。城名是紀念在當地發現礦床的英國人菲臘·里德。 
此镇居乌尔巴河畔、阿尔泰山西南，海拔超过七百米。镇西南接厄斯克门。
歐洲E40公路始於加来，终於此处。